# 1949 aux Territoires du Nord-Ouest
Chronologie des Territoires du Nord-Ouest
- 1945
- 1946
- 1947
- 1948
- 1949
- 1950
- 1951
- 1952
- 1953

Cette page concerne les événements survenus en 1949 dans le territoire canadien des Territoires du Nord-Ouest.

## Politique
- Premier ministre : Hugh Llewellyn Keenleyside (Commissaire en gouvernement)
- Commissaire :
- Législature :